# Harold Harmsworth, 1:e viscount Rothermere
Harold Sidney Harmsworth, 1:e viscount Rothermere, född den 26 april 1868, död den 26 november 1940, var en engelsk tidningsägare. Två av Rothermeres tre söner dog under första världskriget, och på 1930-talet förespråkade han istället med hjälp av sitt medieinflytande fredliga förbindelser mellan Tyskland och Storbritannien. Hans öppna stöd för fascism och beröm för nazism och British Union of Fascists bidrog till populariteten för dessa åsikter på 1930-talet, fram tills hans död i Bermuda 1940. Han har beskrivits av bland andra historikern Martin Pugh som den viktigaste propagandisten för fascism i Storbritannien under mellankrigsperioden.

## Biografi
Rothermere var bror till Alfred Harmsworth, 1:e viscount Northcliffe och Cecil Harmsworth, 1:e baron Harmsworth och far till Esmond Harmsworth, 2:e viscount Rothermere.
Rothermere inträdde 1889 i den äldre broderns tidningsföretag, där han blev den tekniske affärsledaren liksom senare även i de newfoundländska skogs- och pappersbruksföretagen ("The Anglo-Newfoundland Development Company"). Han köpte 1914 av brodern "Daily Mirror" och uppsatte 1915 den mycket lästa illustrerade söndagstidningen "The Sunday Pictorial". Under första världskriget var han 1916 chef för arméns beklädnadsdepartement och 1917-1918 luftförsvarsminister. 
Efter kriget framträdde han även som politisk publicist, övertog efter broderns död 1922 flera av dennes tidningar, bland annat "Daily Mail", gjorde 1923 nya tidningsförvärv i samverkan med kanadensaren lord Beaverbrook och var jämte denne under 1920-talet den främste bäraren av "Northcliffepressens" traditioner, inte minst de nationalistiska och sensationella. Han blev 1910 baronet, 1914 peer (baron Rothermere av Hemsted) och 1919 viscount Rothermere.